# ۴۴ (عدد)
۴۴ (عدد)
۴۴(چهل و چهار) یک عدد طبیعی و یک عدد صحیح مثبت است که بعد از ۴۳ و قبل از ۴۵ قرار دارد.چهل و چهار به انگلیسی می‌شود فُرتی فُر برابر با forty four یا 44
سروش ۴۴ این عدد را در همه کامیونیتی ها مخصوصا فورتنایت معروف کرده است